# Osteokalcin
Osteokalcin (koštani protein koji sadrži gama-karboksiglutaminsku kiselinu, BGLAP) je nonkolagenozni protein nađen u kostima i dentinu. Kod ljudi, osteocalcin je kodiran BGLAP genom.

## Funkcija
Osteokalcin izlučuju isključivo osteoblasti. Smatra se da on ima ulogu u telesnoj metaboličkoj regulaciji i formiranju kostiju. On je takođe impliciran u koštanu mineralizaciju i homeostazu jona kalcijuma. On deluje kao hormon u telu, koji stimuliše beta ćelije u pankreasu da otpuste više insulina, i istovremeno usmerava ćelije masnoće da otpuštaju hormon adiponektin, koji povećava senzitivnost na insulin.

## Literatura
- Kamdem LK; Hamilton L; Cheng C;  . (2008). „Genetic predictors of glucocorticoid-induced hypertension in children with acute lymphoblastic leukemia.”. Pharmacogenet. Genomics. 18 (6): 507—14. PMID 18496130. doi:10.1097/FPC.0b013e3282fc5801.
- Lin GT; Tseng HF; Chang CK;  . (2008). „SNP combinations in chromosome-wide genes are associated with bone mineral density in Taiwanese women.”. Chin J Physiol. 51 (1): 32—41. PMID 18551993.
- Lumachi F, Camozzi V, Tombolan V, Luisetto G (2009). „Bone mineral density, osteocalcin, and bone-specific alkaline phosphatase in patients with insulin-dependent diabetes mellitus.”. Ann. N. Y. Acad. Sci. 1173 Suppl 1: E64—7. PMID 19751417. doi:10.1111/j.1749-6632.2009.04955.x.
- Kanazawa I; Yamaguchi T; Yamamoto M;  . (2009). „Serum osteocalcin/bone-specific alkaline phosphatase ratio is a predictor for the presence of vertebral fractures in men with type 2 diabetes.”. Calcif. Tissue Int. 85 (3): 228—34. PMID 19641839. doi:10.1007/s00223-009-9272-4.
- Makita N; Suzuki M; Asami S;  . (2008). „Two of four alternatively spliced isoforms of RUNX2 control osteocalcin gene expression in human osteoblast cells.”. Gene. 413 (1-2): 8—17. PMID 18321663. doi:10.1016/j.gene.2007.12.025.
- Desbois C, Karsenty G (1995). „Osteocalcin cluster: implications for functional studies.”. J. Cell. Biochem. 57 (3): 379—83. PMID 7768973. doi:10.1002/jcb.240570302.
- Salem AM, Zohny SF, Abd El-Wahab MM, Hamdy R (2007). „Predictive value of osteocalcin and beta-CrossLaps in metastatic breast cancer.”. Clin. Biochem. 40 (16-17): 1201—8. PMID 17889845. doi:10.1016/j.clinbiochem.2007.07.006.
- Im JA, Yu BP, Jeon JY, Kim SH (2008). „Relationship between osteocalcin and glucose metabolism in postmenopausal women.”. Clin. Chim. Acta. 396 (1-2): 66—9. PMID 18657532. doi:10.1016/j.cca.2008.07.001.
- Ba Y; Huang H; Yang Y;  . (2009). „The association between osteocalcin gene polymorphism and dental fluorosis among children exposed to fluoride in People's Republic of China.”. Ecotoxicol. Environ. Saf. 72 (8): 2158—61. PMID 19767102. doi:10.1016/j.ecoenv.2009.08.014.
- Hwang YC, Jeong IK, Ahn KJ, Chung HY (2009). „The uncarboxylated form of osteocalcin is associated with improved glucose tolerance and enhanced beta-cell function in middle-aged male subjects.”. Diabetes Metab. Res. Rev. 25 (8): 768—72. PMID 19877133. doi:10.1002/dmrr.1045.
- Yerges LM; Klei L; Cauley JA;  . (2009). „High-density association study of 383 candidate genes for volumetric BMD at the femoral neck and lumbar spine among older men.”. J. Bone Miner. Res. 24 (12): 2039—49. PMC 2791518 . PMID 19453261. doi:10.1359/jbmr.090524.
- Yu S; Jiang Y; Galson DL;  . (2008). „General transcription factor IIA-gamma increases osteoblast-specific osteocalcin gene expression via activating transcription factor 4 and runt-related transcription factor 2.”. J. Biol. Chem. 283 (9): 5542—53. PMID 18171674. doi:10.1074/jbc.M705653200.
- Kayed H; Bekasi S; Keleg S;  . (2007). „BGLAP is expressed in pancreatic cancer cells and increases their growth and invasion.”. Mol. Cancer. 6: 83. PMID 18163903. doi:10.1186/1476-4598-6-83.
- French D; Hamilton LH; Mattano LA;  . (2008). „A PAI-1 (SERPINE1) polymorphism predicts osteonecrosis in children with acute lymphoblastic leukemia: a report from the Children's Oncology Group.”. Blood. 111 (9): 4496—9. PMID 18285546. doi:10.1182/blood-2007-11-123885.
- Pittas AG; Harris SS; Eliades M;  . (2009). „Association between serum osteocalcin and markers of metabolic phenotype.”. J. Clin. Endocrinol. Metab. 94 (3): 827—32. PMID 19088165. doi:10.1210/jc.2008-1422.
- Kindblom JM; Ohlsson C; Ljunggren O;  . (2009). „Plasma osteocalcin is inversely related to fat mass and plasma glucose in elderly Swedish men.”. J. Bone Miner. Res. 24 (5): 785—91. PMID 19063687. doi:10.1359/jbmr.081234.
- Wahlgren CM; Zheng W; Shaalan W;  . (2009). „Human carotid plaque calcification and vulnerability. Relationship between degree of plaque calcification, fibrous cap inflammatory gene expression and symptomatology.”. Cerebrovasc. Dis. 27 (2): 193—200. PMID 19136823. doi:10.1159/000189204.
- Lumachi F; Ermani M; Camozzi V;  . (2009). „Changes of bone formation markers osteocalcin and bone-specific alkaline phosphatase in postmenopausal women with osteoporosis.”. Ann. N. Y. Acad. Sci. 1173 Suppl 1: E60—3. PMID 19751416. doi:10.1111/j.1749-6632.2009.04953.x.
- Born AK; Rottmar M; Lischer S;  . (2009). „Correlating cell architecture with osteogenesis: first steps towards live single cell monitoring.”. Eur Cell Mater. 18: 49—60, 61—2; discussion 60. PMID 19856264.
- Fujisawa R (2002). „[Recent advances in research on bone matrix proteins]”. Nippon Rinsho. 60 Suppl 3: 72—8. PMID 11979972.

## Spoljašnje veze
- Osteocalcin на 